# Bolgues
Bolgues es un lugar que pertenece a la parroquia de Valduno en el concejo de Las Regueras (Principado de Asturias). Se encuentra a 117 m s. n. m. y está situada a 6,50 km de la capital del concejo, Santullano. 

## Población
En 2020 contaba con una población de 54 habitantes (INE 2020) repartidos en un total de 42 viviendas.